# 스카이웰 HU-SKY
스카이웰 HU-SKY는 난징 골든 드래곤 버스에서 판매했던 버스이다.